# Blue Murder
Cet article concerne la série télévisée canadienne. Pour la série télévisée allemande, voir En quête de preuves.
Pour les articles homonymes, voir En quête de preuves.
Blue Murder ou En quête de preuves au Québec, est une série télévisée canadienne en 52 épisodes de 42 minutes, créée par Cal Coons et Steve Lucas et diffusée entre le 10 janvier 2001 et le 9 juillet 2004 sur le réseau Global.
Au Québec, la série a été diffusée à partir du 28 août 2002 à Séries+, et en France entre le 30 août 2004 et le 15 mars 2005 sur Série Club.

## Synopsis
Cette série met en scène une unité d'élite du service de police de Toronto, chargée de résoudre les affaires plus difficiles.

## Distribution

### Acteurs principaux
- Mimi Kuzyk (VQ : Élise Bertrand) : Kay Barrow
- Joel Keller (VQ : Jean-François Beaupré) : Ed Oosterhuis
- Jeremy Ratchford (VQ : Sylvain Hétu) : Jack Pogue (saisons 1 à 3)
- Maria del Mar (VQ : Marie-Andrée Corneille) : Victoria Castillo (saisons 1 et 2)
- Maurice Dean Wint (VQ : Denis Roy) : Nathaniel Sweet (saison 2)
- Benz Antoine (en) (VQ : Thiéry Dubé) : Jim Weeks (saisons 3 et 4)
- Tamara Hickey (en) (VQ : Nadia Paradis) : Karen Gilliam (saison 3)
- Kari Matchett (VQ : Hélène Mondoux) : Elaine Bender (saison 4)
- Tracy Waterhouse (VQ : Chantal Baril) : Ronnie Stahl (saison 4)

### Acteurs récurrents et invités
- Kathleen Laskey (en) (VQ : Viviane Pacal) : Roberta Thorpe (40 épisodes)
- David Eisner (en) (VQ : Louis-Georges Girard) : Dr Brian Lukowich (39 épisodes)
- Roman Podhora (VQ : Éric Gaudry) : P.C. Danny Tarver (19 épisodes)
- John Boylan (en) (VQ : Denis Mercier) : Deputy Chief of Police Talbot (saisons 1 à 3, 12 épisodes)
- Phillip Jarrett (VQ : Bernard Meney) : P.C. Desmond Burnette (saisons 1, 3 et 4, 8 épisodes)
- Mark Wilson (en) (VQ : Richard Thériault) : Sgt. Brian Cahill (saisons 2 à 4, 13 épisodes)
- Richard Zeppieri (VQ : Gilbert Lachance) : Tommy Granato (saisons 2 à 4, 7 épisodes)
- Jennie Raymond : Carolyn Pogue (saison 3, épisodes 4, 7 et 9)

 Source et légende : version québécoise (VQ) sur Doublage.qc.ca

## Épisodes

### Première saison (2001)
1. L'Escouade des héros (Heroes [1/2])
2. L'Escouade des héros (Heroes [2/2])
3. Mouton noir (Black Sheep)
4. Une famille honorable (Little India)
5. L'Été de l'amour (Summer of Love)
6. Tambours d'acier (Steel Drums)
7. Partenaires (Partners)
8. Tous des saints (All Saints alias Burnham Hall)
9. Docteur Tara (Dr Tara)
10. Soins intensifs (Intensive Care)
11. Parc Remington (Remington Park)
12. Le Jour du souvenir [1/2] (Remembrance Day [1/2])
13. Le Jour du souvenir [2/2] (Remembrance Day [2/2])

### Deuxième saison (2001-2002)
1. Randonnée mortelle (Baby Point)
2. Asile (Asylum)
3. Kidnapping en ligne (Inside Jobs)
4. L'Homme de la famille (Family Man)
5. Disparitions (Missing Persons)
6. Sans domicile fixe (Homeless)
7. Dommages collatéraux (Collateral Damage)
8. Des morts et des impôts (Death and Taxes)
9. Fausses convictions (Wrongful Convictions)
10. Les Liens du sang (Spankdaddy)
11. Dette (Payback)
12. Le Poids du passé [1/2] (Out-of-Towners [1/2])
13. Le Poids du passé [2/2] (Out-of-Towners [2/2])

### Troisième saison (2003)
1. Avis de recherche (America's Most Wanted)
2. Équipe de secours (Search Party)
3. Pour un peu de respect (Respect)
4. Incognito (John Doe)
5. Cherchez la femme (Ladykillers)
6. Révélation finale (Full Disclosure)
7. Pour le meilleur et pour le pire (Love and Marriage)
8. Excès de vitesse (Speed Demons)
9. Célébrité (Boy Band)
10. Guet-apens (Ambush)
11. Un dur moment (Hard Time)
12. Le Supplice du collier (Necklace)
13. La Ruelle des amoureux (Lover's Lane)

### Quatrième saison (2004)
1. La Loi du silence (Blind Eye)
2. Livraison spéciale (Special Delivery)
3. Pour les hommes seulement (Boys' Club)
4. Janet Green (Janet Green)
5. Légitime défense (Boarders)
6. Comme un roman (Midnight Man)
7. Témoin visionnaire (Eye Witness)
8. En bas, en haut (Upstairs Downstairs)
9. Intrusion (Home Invasion)
10. L'Espion (Spooks)
11. Cellule 13 (Cell Block 13)
12. Démêlé politique (Party Line)
13. Réunion de famille (Family Reunion)

## Récompenses
- Gemini Award 2001 : Meilleur acteur invité dans une série dramatique pour Nicholas Campbell dans l'épisode Tambours d'acier
- Gemini Award 2001 : Meilleure actrice invitée dans une série dramatique pour Kari Matchett
- Gemini Award 2002 : Meilleure actrice invitée dans une série dramatique pour Julia Chantrey
- Gemini Award 2003 : Meilleure actrice dans un second rôle pour Jennie Raymond
- Gemini Award 2003 : Meilleur acteur invité dans une série dramatique pour Winston Rekert
- Gemini Award 2003 : Meilleure actrice invitée dans une série dramatique pour Kate Trotter
- Gemini Award 2004 : Meilleure actrice invitée dans une série dramatique pour Nicky Guadagni dans l'épisode Témoin visionnaire